# Jose Antonio Aguirre (Boxer)
Jose Antonio Aguirre (* 5. Juli 1975 in Cárdenas, Mexiko) ist ein mexikanischer Boxer im Strohgewicht. 

## Profikarriere
Im Jahre 1995 begann er erfolgreich seine Profikarriere. Am 11. Februar 2000 boxte er gegen Wandee Singwancha um den Weltmeistertitel des Verbandes WBC und gewann nach Punkten. Diesen Gürtel verlor er in seiner achten Titelverteidigung im Januar 2004 an Eagle Den Junlaphan.